# Калишовець
Калишовець (словен. Kališovec) — поселення в общині Кршко, Споднєпосавський регіон, Словенія. Висота над рівнем моря: 322,3 м.